# نظام محطات آمنة
نظام المحطات الآمنة هو نظام اعتماد يتم تشغيله في المملكة المتحدة بواسطة وزارة النقل.
وقد تم بدء هذا النظام في عام 2008، وأصبح متاحًا لمشغلي خطوط السكك الحديدية التي تخضع لرقابة شرطة النقل البريطانية. ويتم تقييم كل محطة بشكل منفصل؛ إذ يمكن لمسؤولي التشغيل أن يختاروا أن يقوموا بالتشغيل داخل النظام أو خارجه من وقت لآخر، مع ملاحظة أن اعتماد المحطات ينتهي مدته مع الوقت.
معايير الاعتماد تغطي أربعة مجالات رئيسية:
- تصميم المحطة
- إدارة المحطة
- إدارة معدلات الجريمة
- نظرة المسافرين للأمن

اعتبارًا من 24 أبريل 2006، أصبح هناك ما يقرب من 252 محطة معتمدة.

## وصلات خارجية
- Department for Transport - Secure Stations Scheme